# František Ambrož (odbojář, 1892)
Plukovník František Ambrož (5. listopadu 1892 Uhřice – 1. října 1941 Praha) byl československý důstojník a odbojář z období druhé světové války popravený nacisty.

## Život

### Mládí a první světová válka
František Ambrož se narodil 5. listopadu 1892 v Uhřicích nedaleko Jevíčka. V Jevíčku vychodil mezi lety 1903 a 1910 zemskou vyšší reálku, poté absolvoval jednoletý obchodně-dopravní kurz v Karlíně. Do roku 1913 pracoval jako úředník ve firmě a poté narukoval jako jednoroční dobrovolník k zeměbraneckému pluku č. 26 do Štýrského Hradce. Po vypuknutí první světové války byl v srpnu 1914 odeslán na ruskou frontu, kde byl v lednu 1915 raněn. Léčil se v Miskolci a Mariboru, kde poté působil v rámci italské fronty u náhradního praporu pluku. Dne 1. 10. 1918 byl odtud odeslán na studijní dovolenou do Prahy.

### Mezi světovými válkami
Do Československé armády se František Ambrož přihlásil 29. 10. 1918 v hodnosti nadporučíka. Absolvoval tři semestry obchodních věd na ČVUT, poté ale definitivně nastoupil službu v armádě konkrétně na pozici velitele čety v Olomouci. Následovaly služby na Slovensku, severní Moravě a v Brně, mezi lety 1921 a 1922 přitom studoval státní účetnictví na České vysoké škole technické a v roce 1924 ekvitační školu. Mezi lety 1925 a 1927 byl povolán ke studiu na Vysoké škole válečné v Praze, po kterém byl zařazen do kategorie důstojníků generálního štábu. Sloužil opět v Brně u 6. pěší divize, od října 1929 pak na ministerstvu národní obrany v Praze. Mezi lety 1931 a 1936 působil jako profesor všeobecné taktiky na Vysoké škole válečné v Praze, poté absolvoval roční stáž v Jugoslávii. Do likvidace armády po německé okupaci působil na ministerstvu národní obrany nejprve na pozici přednosty 2. oddělení Generálního inspektorátu branné moci, od srpna 1938 jako odborový rada k ministerstvu sociální a zdravotní správy v Praze. Dosáhl hodnosti podplukovníka.

### Protinacistický odboj
František Ambrož vstoupil do Obrany národa. Na přelomu let 1939 a 1940 převzal funkci náčelníka štábu Zemského velitelství Čechy. Zatčen gestapem byl 21. 3. 1941, dne 1. října téhož roku byl stanným soudem odsouzen k trestu smrti a ještě tentýž den byl popraven zastřelením v ruzyňských kasárnách.

## Posmrtná ocenění
- Dne 28. 9. 1945 mu byl Františku Ambrožovi in memoriam udělen prezidentem Československé republiky Československý válečný kříž 1939
- V roce 1946 byl František Ambrož in memoriam povýšen do hodnosti plukovníka.